# ویلبرتون نامبروان (پنسیلوانیا)
ویلبرتون نامبروان (به انگلیسی: Wilburton Number One) یک منطقهٔ مسکونی در ایالات متحده آمریکا است که در شهرستان کلمبیا، پنسیلوانیا واقع شده‌است. ویلبرتون نامبروان ۰٫۲۸ کیلومتر مربع مساحت و ۱۹۶ نفر جمعیت دارد و ۴۶۹٫۴ متر بالاتر از سطح دریا واقع شده‌است.